# Kurt-Schwitters-Gymnasium Misburg
Das Kurt-Schwitters-Gymnasium Misburg ist ein allgemeinbildendes Gymnasium im Stadtteil Misburg der Stadt Hannover. Der Leitsatz des Gymnasiums ist „man kann ja nie wissen“. Schulleiter ist seit dem 1. Februar 2021 Bernd Kühling.

## Namensgebung
Diesen Namen trägt die Schule seit 1995, zuvor hieß sie Gymnasium Misburg. Unter diesem Namen war sie 1975 gegründet worden, ein Jahr nach der Eingemeindung der bis dahin eigenständigen Stadt Misburg in die Stadt Hannover. Mit dem später selbst gewählten Namen nach dem hannoverschen Künstler Kurt Schwitters ist die Schule nach eigener Darstellung dem ganzheitlichen Ansatz des Namensgebers und einer Akzentuierung der musisch-ästhetischen Bildung verpflichtet.

## Besonderheiten
Die Akzentuierung der musisch-ästhetischen Bildung erfolgt unter anderem durch besondere Klassenangebote, die die Schüler beim Einstieg in das fünfte Schuljahr wählen können: Es gibt Chorklassen, Grooveklassen, Bühnenklassen, Wortakrobatenklassen und Kunstklassen mit Schwerpunkten in den jeweiligen musisch-künstlerischen Bereichen.
Die Schule verfügt über eine eigene Schulbibliothek und unterhält eine Kooperation mit der Stadtteilbibliothek Misburg der Stadtbibliothek Hannover. Sie beschäftigt eine Beratungslehrerin und einen interreligiösen Schulseelsorger. Sie verfügt über ein Ganztagsangebot mit zahlreichen Arbeitsgemeinschaften in den Bereichen Sport, Sprache, Kultur, Partizipation sowie Umwelt und Technik. Sie unterhält Schüleraustausche mit England, Frankreich und dem Senegal. Die Schule hat einen Förderverein mit dem Namen Freunde des Kurt-Schwitters-Gymnasiums e. V.
Sie trägt folgende Titel und Auszeichnungen: „Umweltschule in Europa, internationale Agenda-21-Schule“ sowie „Schule ohne Rassismus – Schule mit Courage“, „berufswahl- und ausbildungsfreundliche Schule“ und „Referenzschule 'Schule:Kultur!'“ und ist mit einem Roboter-Labor Mitglied im Roboter-Labor-Netzwerk niedersächsischer Schulen.

## Persönlichkeiten

### Bekannte Lehrer
- Winfried Baßmann (* 1950), 2004–2015 Leiter des Kurt-Schwitters-Gymnasiums

### Bekannte Schüler
- Detlef Simon (* 1966), Zauberkünstler und Moderator
- Mousse T. (* 1966), Musikproduzent (Abitur 1987)